# Église Saint-Barthélemy de Villefranque
 (août 2025).
Si vous disposez d'ouvrages ou d'articles de référence ou si vous connaissez des sites web de qualité traitant du thème abordé ici, merci de compléter l'article en donnant les références utiles à sa vérifiabilité et en les liant à la section « Notes et références ».
L'église Saint-Barthélemy de Villefranque est une église de style labourdin située à Villefranque dans les Pyrénées-Atlantiques. Dédiée à l'apôtre Barthélemy, elle dépend du diocèse de Bayonne, Lescar et Oloron et appartient à la paroisse Saint-Pierre de Nive-Adour.

## Historique
C'est au XVIIIe siècle que l'église a été construite.
Propriété de la commune, l’église est protégée par les monuments historiques : inscrite le 19 octobre 1927.
Villefranque était, au XIe siècle, une sauveté (agglomération créée à l’initiative de l’Église et jouissant d’une garantie de non agression accordée par le seigneur local) de l’évêque de Bayonne, ce qui en fit une terre d’accueil et favorisa le développement de la population locale.
Patrie de Mgr Jean Saint- Pierre (1884-1951), écrivain basque, missionnaire, professeur de théologie, et évêque de Carthage, il se retira en 1937 à Villefranque. Son tombeau se trouve sous le porche d'entrée à l'église et porte ses armoiries.

## Description
Cette église est typiquement de style labourdin, avec son caractéristique clocher-fronton triangulaire en pierre de taille et son porche dallé de tombes de notables ou de religieux. Sur le mur Est, on retrouve le banc de pierre sur lequel les jurats délibéraient sur les affaires du village après la messe.
L’église possède une nef unique datant du XVIIIe siècle, des galeries de bois aux poutres sculptées (une de ces poutres porte la date 1632). Elle abrite de même un remarquable retable relatant le supplice de saint Barthélemy, saint à qui cette église est consacrée.
Elle possède un chevet à trois pans, une nef à quatre travées. Le gros œuvre est en moellon d’enduit avec une couverture de tuile et d’ardoise. Elle abrite de même le tombeau de Mgr Jean Saint Pierre, un grand écrivain basque. Au cimetière, on trouvera des stèles discoïdales.

### La porte des Cagots
Les cagots étaient les parias de la société. Présents dès le Moyen-Age, on pense[Qui ?] qu’ils étaient des descendants de peuples vaincus ou encore des Juifs, Cathares, Sarrasins, Gitans, qui se cachaient parmi les lépreux. Dès leur naissance, ils étaient inscrits comme cagots sur les registres paroissiaux et devaient porter à vie un signe distinct : une patte d’oie coupée dans un drap rouge. On les accusait d’être responsables de tous les maux du village, étaient victimes de discrimination dues à de nombreuses superstitions populaires.
À l’église, ils ne pouvaient emprunter le porche d’entrée, mais une porte latérale — dite des cagots — qui leur était destinée. Ils avaient ensuite leur propre bénitier et ne devaient en aucun cas se mélanger au reste de la population. Généralement, ils étaient menuisiers, tonneliers ou charpentiers, le bois étant un des seules matières qu’on les autorisait à toucher et travailler.